# Princípio protecionista
Princípio protecionista ou princípio da proteção é um princípio de direito que visa a proteção da parte considerada hipossuficiente. Profundamente relacionado com o fim a que se propõe o direito do trabalho, sendo que, por isso, doutrinadores como Eduardo Couture apontam como princípio primeiro e fundamental do processo trabalhista.
São manifestações deste princípio: a justiça gratuita ao 
empregado que atende certas condições; inversão do ônus da prova; não necessidade 
de representação por advogado; entre outras.
O Princípio da proteção, segundo Plá Rodriguez , é divido em três outros princípios: In dubio pro operiario, Prevalência da norma mais favorável e a Condição mais benéfica.
Princípio Protecionista tem como finalidade igualar juridicamente empregado e empregador em decorrência da hipossuficiência ostentada pelo empregado.
Na justiça do Trabalho é possível que um empregado ingresse com uma ação trabalhista e mesmo com a improcedência de sua pretensão não pague qualquer despesa processual ou recolha custas, se preencher os requisitos legais. 
No entanto, o empregador, em regra, não goza dos mesmos benefícios ainda que comprovadamente hipossuficiente e mesmo diante do artigo 3 da lei 1060/50, tendo em vista que o depósito recursal corresponde a garantia da execução e um pressuposto de admissibilidade (Art 899, CLT).
Alguns Tribunais Regionais, assim como o TST costumam conferir ao empregador pessoa física hipossuficiente os benefícios da Justiça Gratuita os quais, no entanto, não contemplam o depósito recursal. 
A execução trabalhista, em regra, não guarda a mesma autonomia observada na execução cível sendo apenas uma fase posterior a fase de conhecimento sendo inciada pelo Juiz Trabalhista independentemente do requerimento da parte interessada. 